# Rankin (Teksas)
Rankin – miasto w Stanach Zjednoczonych, w stanie Teksas, siedziba administracyjna hrabstwa Upton.